# Lada Xray
LADA XRAY — компактний високий хетчбек, виконаний у стилі SUV.
У 2022 році модель було знято з виробництва.

## Опис

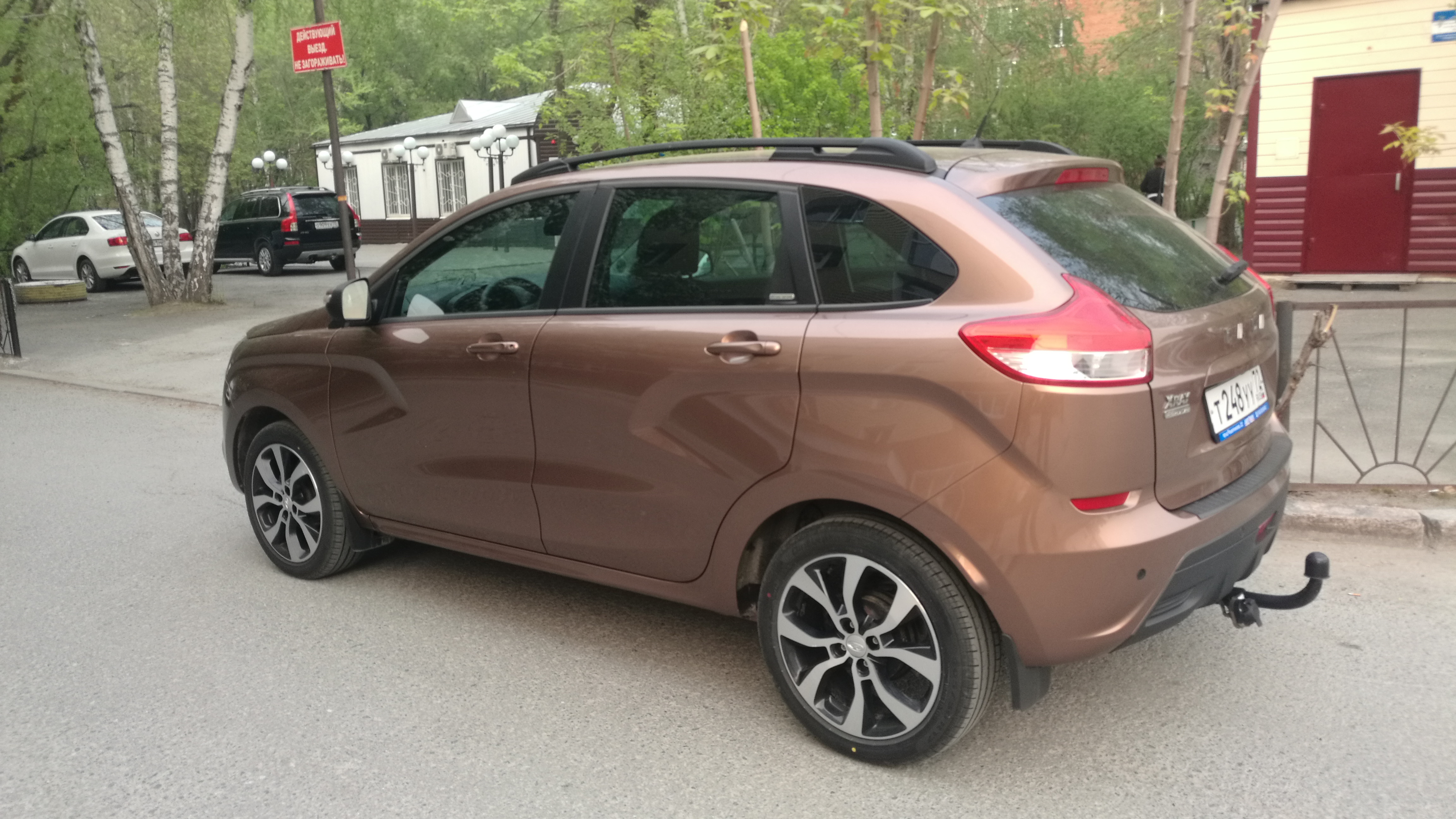

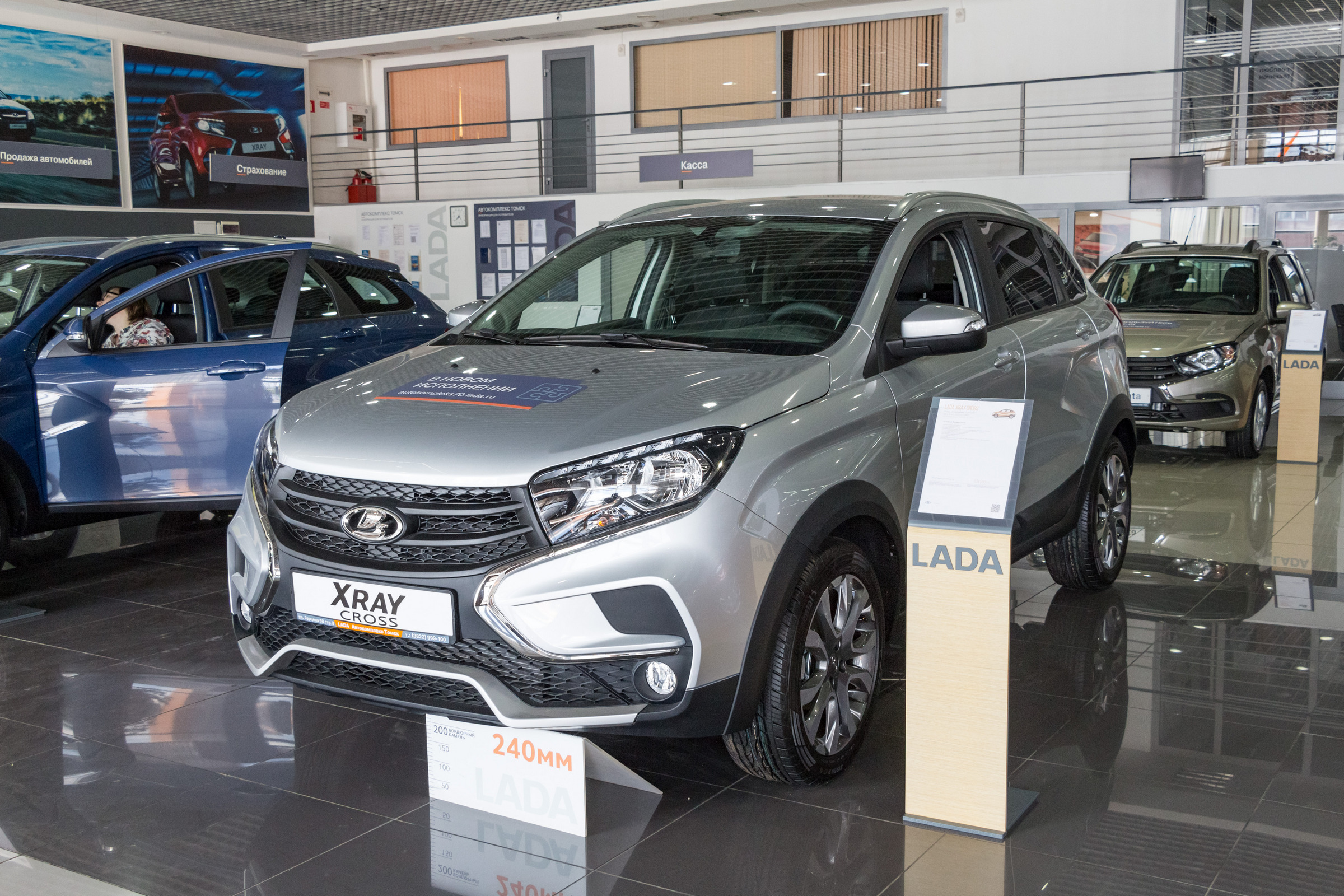
LADA XRAY Cross

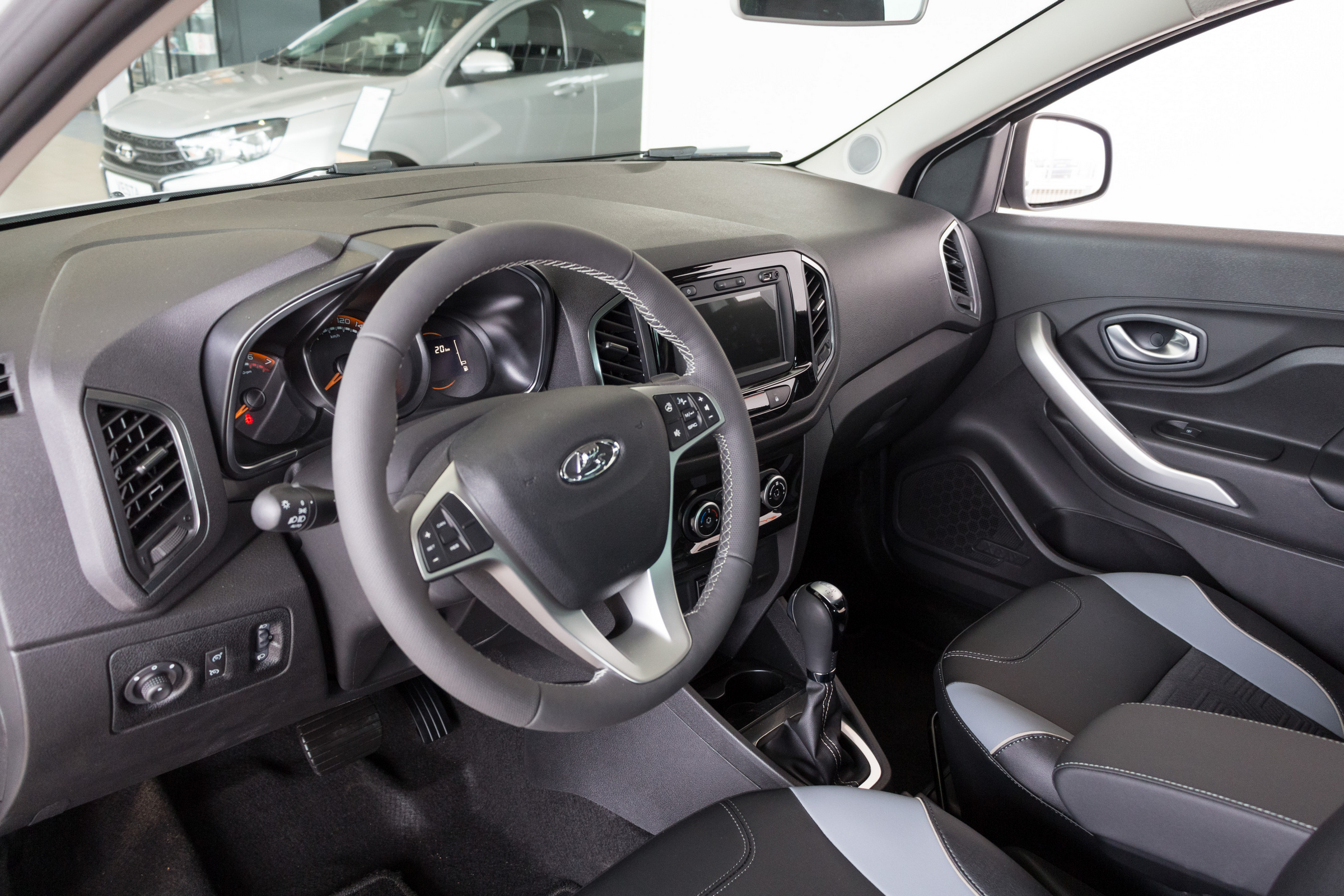

Концепт був представлений в серпні 2012 року на Московському автосалоні. Над концептом працювала команда під керівництвом нового шеф-дизайнера Стіва Маттіна. За екстер'єр відповідав Євген Ткачов, за інтер'єр - Микола Суслов.
Ростова модель концепту була створена італійською фірмою Vercarmodel, за проєктом дизайн-студії «Lada». Проєкт по створенню в одиничному екземплярі обійшовся близько $ 1 млн.
У назві міститься англійська назва «X-Ray», що означає рентгенівське випромінювання. Також «XRAY» - це абревіатура, що складається з «X» - як позначення перетину (англ. Crossover, у значенні типу кузова автомобіля), «R» від слова «Recreation» («відпочинок»), «A» від слова «Activity» («активність»), «Y» від слова «Your» («твій»), або «Young» («молодий»).
Серійний автомобіль збудовано на платформі Renault Sandero. Довжина кросовера Lada XRAY складе 4164 міліметра, ширина 1764 мм, висота - 1570 міліметра. Колісна база - 2592 міліметра. Об'єм багажника від 324 до 770 літрів (при складених спинках задніх сидінь).
Серійне складання почалося в середині грудня 2015 року, на вибір доступно три бензинових двигуна: 1,6 л ВАЗ-21129 потужністю 106 к.с. або 1,6 л Nissan
HR16DE потужністю 110 к.с. і 1,8 л ВАЗ-21179 на 123 сили.
Варіант Lada XRAY з двигуном 1,8 л і потужністю 123 к.с. отримав АМКП (автоматизовану механічну коробку передач).

## Модифікації
- Lada Xray — хетчбек (з 2016)
- Lada Xray Cross — хетчбек з виглядом позашляховика (з 2018)

### XRAY Cross
У листопаді 2018 року почалися продажі версії Lada XRAY Cross. Такий автомобіль відрізняється від стандартної моделі збільшеним дорожнім просвітом, декоративним обвісом кузова і новими сидіннями, а також модернізованої передньою підвіскою, дисковими гальмами ззаду, змінено конструкцію кермового механізму. У списку опцій з'явилися обігрів керма, обігрів заднього дивана і система управління настройками системи стабілізації Lada Ride Select.

## Двигуни
- 1,6 л ВАЗ-21129 потужністю 106 к.с. при 5800 об/хв крутний момент 148 Нм при 4200 об/хв
- 1,8 л ВАЗ-21179 потужністю 122 к.с. при 6000 об/хв крутний момент 170 Нм при 3750 об/хв